# Canalirogas infuscatus
Canalirogas infuscatus är en stekelart som beskrevs av Van Achterberg 1996. Canalirogas infuscatus ingår i släktet Canalirogas och familjen bracksteklar. Inga underarter finns listade.